# Comaserica decens
Comaserica decens är en skalbaggsart som beskrevs av Brenske 1899. Comaserica decens ingår i släktet Comaserica och familjen Melolonthidae. Inga underarter finns listade i Catalogue of Life.